# トビアス・リンデロート
トビアス・リンデロート（Tobias Linderoth, 1979年4月21日 - ）はスウェーデンの元サッカー選手。ポジションはミッドフィールダー。

## 経歴
1978 FIFAワールドカップスウェーデン代表のアンデシュ・リンデロートの息子としてフランスのマルセイユで生まれた。これはアンデシュがマルセイユを本拠地とするオリンピック・マルセイユに所属していたためであった。1996年に父が監督を務めていたIFエルフスボリとプロ契約を結び選手経歴をスタートすると、1999年に父とともにノルウェーのスタバエクIFに移籍した。
2001年1月、イングランドのエヴァートンFCへ移籍したが怪我の影響により思うようなプレーは出来ず2004年にデンマークのFCコペンハーゲンへ移籍した。
コペンハーゲンでは主将としてチームを牽引しリーグ優勝2回（2005-06年、2006-07年）に貢献しUEFAチャンピオンズリーグ 2006-07では予選ラウンドを突破しグループリーグに進出した。
2007年6月12日、トルコのガラタサライと3年契約を結んだが、慢性的に股関節の怪我を抱えていたこともあって出場機会が少なくなり2010年1月22日に契約を解除された。11月12日、現役引退を表明。現在は父の様な指導者となることを目指している。
スウェーデン代表としては1999年の南アフリカ戦でデビューすると長きに渡って守備的MFを務め、豊富な運動量を武器に中盤の攻守の要として活躍、2002 FIFAワールドカップ、UEFA EURO 2004、2006 FIFAワールドカップに出場した。その後は怪我がちとなりUEFA EURO 2008では代表メンバーに招集されたものの出場機会はなかった。スウェーデン代表での通算成績は国際Aマッチ76試合出場2得点。

## 代表歴

### 出場大会
- スウェーデン代表
  - 2002 FIFAワールドカップ
  - 2006 FIFAワールドカップ

### 試合数
- 国際Aマッチ 76試合 2得点（1999年-2008年）[6]

| スウェーデン代表 | 国際Aマッチ | 国際Aマッチ |
| 年               | 出場        | 得点        |
| ---------------- | ----------- | ----------- |
| 1999             | 1           | 0           |
| 2000             | 2           | 0           |
| 2001             | 13          | 1           |
| 2002             | 12          | 0           |
| 2003             | 3           | 0           |
| 2004             | 14          | 0           |
| 2005             | 10          | 0           |
| 2006             | 11          | 0           |
| 2007             | 7           | 0           |
| 2008             | 3           | 1           |
| 通算             | 76          | 2           |